# Jean Christophle
Pour les articles homonymes, voir Christophle.
Jean Christophle est un homme politique français né le 21 novembre 1851 à Loire-sur-Rhône (Rhône) et décédé le 4 janvier 1916 à Lyon (Rhône).
Viticulteur, il est maire d'Eyzin-Pinet, conseiller général du canton de Vienne-sud de 1895 à 1910 et député de l'Isère de 1898 à 1902, inscrit au groupe des Républicains progressistes.

## Sources
- « Jean Christophle », dans le Dictionnaire des parlementaires français (1889-1940), sous la direction de Jean Jolly, PUF, 1960 [détail de l’édition]